# 赵堡乡
赵堡乡是中国河南省洛阳市宜阳县下辖的一个乡。

## 行政区划
赵堡乡下辖：东赵村、南窑村、史庄村、马河村、西赵村、坡底村、杨庄村、油路口村、龙王庙村、于沟村、二道沟村、温庄村、赵庄村、三王庄村、十字岭村、铁佛寺村、田沟村、单村、郭凹村。